# Rio do Braço
O rio do Braço é um curso de água que banha os estados do Paraná e de Santa Catarina.